# Championnat de Saint-Marin de football 2020-2021
Navigation
Saison 2019-2020 Saison 2021-2022
La saison 2020-2021 du championnat saint-marinais de football est la trente-sixième édition de la première division saint-marinaise.
Le format évolue par rapport à la saison précédente. Les quinze équipes s'affrontent les unes aux autres en matchs aller-retour, une fois à domicile et une fois à l'extérieur, lors de la première phase. À la fin de la première phase, les quatre premiers de chaque groupe se qualifient pour la deuxième phase et les huit équipes suivantes se qualifient pour les barrages d'accession à la deuxième phase.
Le championnat connaît une longue interruption jusqu'en février en raison de la pandémie, par conséquent, les équipes ne se rencontrent qu'une seule fois lors de la première phase.
Deux places du championnat sont qualificatives pour les compétitions européennes, la troisième place revenant au vainqueur de la Coupe de Saint-Marin de football.
Le SS Folgore/Falciano remporte son 5e championnat en s'imposant en finale face au SP La Fiorita sur le score de 1 but à 0 après prolongation.

## Équipes participantes
Légende des couleurs
- Tour préliminaire de la Ligue des champions 2020-2021
- Tour préliminaire de la Ligue Europa 2020-2021

| Club                | Classement 2019-2020 |
| ------------------- | -------------------- |
| SP Tre Fiori        | Champion             |
| SS Folgore/Falciano | Deuxième             |
| SP Tre Penne        | Troisième            |
| SP La Fiorita       | Quatrième            |
| SS Virtus           | Cinquième            |
| SS Murata           | Sixième              |
| AC Libertas         | Septième             |
| SP Cailungo         | Huitième             |
| SC Faetano          | Neuvième             |
| SS Pennarossa       | Dixième              |
| FC Domagnano        | Onzième              |
| SS Cosmos           | Douzième             |
| FC Fiorentino       | Treizième            |
| SS San Giovanni     | Quatorzième          |
| AC Juvenes/Dogana   | Quinzième            |

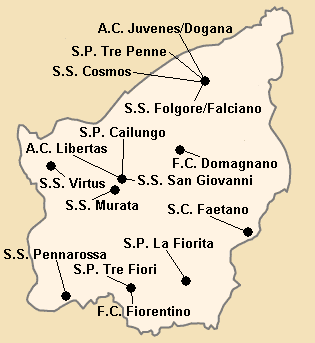
Localisation des clubs engagés dans le championnat.

En raison du peu de nombre de stades se trouvant sur le territoire de Saint-Marin, les matchs sont joués par tirage au sort sur un des six stades suivants :
- Stadio Olimpico (Serravalle)
- Campo di Fiorentino (Fiorentino)
- Campo di Acquaviva (Chiesanuova)
- Campo di Dogana (Serravalle)
- Campo Fonte dell'Ovo (Domagnano)
- Campo di Serravalle (Serravalle)

## Compétition

### Critères pour le classement de la première phase
Les équipes sont classées selon leur nombre de points, lesquels sont répartis comme suit : trois points pour une victoire, un point pour un match nul et zéro point pour une défaite. Pour départager les égalités, les critères suivants sont utilisés :
1. Différence de buts générale
2. Nombre de buts marqués
3. Plus grand nombre de points obtenus dans les matchs de groupe disputés entre les équipes concernées
4. Meilleure différence de buts dans les matchs de groupe disputés entre les équipes concernées
5. Plus grand nombre de buts marqués lors des matchs de groupe disputés entre les équipes concernées

### Première phase
Légende des classements
- Qualification pour la deuxième phase
- Qualification pour les barrages d'accession à la deuxième phase

Abréviations
T : Tenant du titre
| Rang | Équipe              | Pts | J  | G  | N | P  | Bp | Bc | Diff |
| ---- | ------------------- | --- | -- | -- | - | -- | -- | -- | ---- |
| 1    | SP La Fiorita       | 37  | 14 | 12 | 1 | 1  | 34 | 5  | +29  |
| 2    | AC Libertas         | 29  | 14 | 9  | 2 | 3  | 21 | 11 | +10  |
| 3    | SS Folgore/Falciano | 27  | 14 | 8  | 3 | 3  | 25 | 10 | +15  |
| 4    | SP Tre Penne        | 27  | 14 | 9  | 0 | 5  | 30 | 20 | +10  |
| 5    | SP Tre Fiori T      | 26  | 14 | 7  | 5 | 2  | 26 | 11 | +15  |
| 6    | SS Pennarossa       | 21  | 14 | 6  | 3 | 5  | 15 | 15 | 0    |
| 7    | SS San Giovanni     | 19  | 14 | 5  | 4 | 5  | 17 | 20 | -3   |
| 8    | AC Juvenes/Dogana   | 19  | 14 | 6  | 1 | 7  | 23 | 34 | -11  |
| 9    | SS Murata           | 18  | 14 | 4  | 6 | 4  | 14 | 9  | +5   |
| 10   | SS Virtus           | 18  | 14 | 4  | 6 | 4  | 14 | 12 | +2   |
| 11   | FC Fiorentino       | 16  | 14 | 4  | 4 | 6  | 18 | 26 | -8   |
| 12   | FC Domagnano        | 12  | 14 | 2  | 6 | 6  | 16 | 26 | -10  |
| 13   | SC Faetano          | 10  | 14 | 2  | 4 | 8  | 14 | 26 | -12  |
| 14   | SP Cailungo         | 8   | 14 | 2  | 2 | 10 | 17 | 29 | -12  |
| 15   | SS Cosmos           | 4   | 14 | 1  | 1 | 12 | 10 | 40 | -30  |

#### Barrages d'ascension
Les barrages ont été disputés le 1er & 2 mai 2021 par les équipes qui ont terminé de la cinquième à la douzième place de la première phase. Si un match se termine sur un score nul, l'équipe la mieux classée lors de la première phase se qualifie.
| Club              | Score | Club          |
| ----------------- | ----- | ------------- |
| SS Pennarossa     | 0 – 0 | FC Fiorentino |
| AC Juvenes/Dogana | 0 – 3 | SS Virtus     |
| SP Tre Fiori      | 0 – 2 | FC Domagnano  |
| SS San Giovanni   | 0 – 3 | SS Murata     |

### Deuxième phase

#### Quarts de finale
Les quarts de finale seront disputés le 5 & 6 mai 2021 par les quatre premières équipes de la première phase et les quatre vainqueurs des barrages.
| Club                | Score | Club         |
| ------------------- | ----- | ------------ |
| SS Pennarossa       | 1 – 2 | SP Tre Penne |
| SS Virtus           | 2 – 3 | AC Libertas  |
| SS Folgore/Falciano | 1 – 1 | SS Murata    |
| SP La Fiorita       | 0 – 0 | FC Domagnano |

#### Demi-finales
Les demi-finales seront disputés le 10 & 11 mai 2021.
| Club                | Score | Club         |
| ------------------- | ----- | ------------ |
| SP La Fiorita       | 1 – 0 | SP Tre Penne |
| SS Folgore/Falciano | 3 – 1 | AC Libertas  |

#### Match pour la 3eplace
Le match pour la 3e place sera disputé le 21 mai 2021.
| Club         | Score | Club        |
| ------------ | ----- | ----------- |
| SP Tre Penne | 1 – 0 | AC Libertas |

Légende
- Qualifié pour le premier tour de qualification de la Ligue Europa Conférence 2021-2022

#### Finale
La finale sera disputée le 22 mai 2021.
| Club          | Score   | Club                |
| ------------- | ------- | ------------------- |
| SP La Fiorita | 0 – 1ap | SS Folgore/Falciano |

Légende
- Champion et qualifié pour le tour préliminaire de la Ligue des champions 2021-2022
- Qualifié pour le premier tour de qualification de la Ligue Europa Conférence 2021-2022

## Bilan de la saison
| Championnat de Saint-Marin de football 2020-2021 |                                |
| Champion                                         | SS Folgore/Falciano (5e titre) |
| Coupes et trophées                               |                                |
| Vainqueur de la Coupe de Saint-Marin 2020-2021   | SP La Fiorita                  |
| Qualifications continentales                     |                                |
| Ligue des champions de l'UEFA 2021-2022          | SS Folgore/Falciano            |
| Ligue Europa Conférence 2021-2022                | SP La Fiorita                  |
| Ligue Europa Conférence 2021-2022                | SP Tre Penne                   |
| Promotions et relégations                        |                                |
| Promus en Championnat de Saint-Marin de football | Aucun                          |
| Relégués                                         | Aucun                          |